# ميغيل أنخيل موريلو
ميغيل أنخيل موريلو (بالإسبانية: Miguel Angel Murillo)‏ (19 أكتوبر 1993 في كولومبيا - ) هو لاعب كرة قدم كولومبي في مركز الهجوم. لعب مع ديبورتيفو كالي.

## وصلات خارجية
- ميغيل أنخيل موريلو على موقع قاعدة بيانات كرة القدم.إي يو (الإنجليزية)
- ميغيل أنخيل موريلو على موقع Soccerway.com (الإنجليزية)
- ميغيل أنخيل موريلو على موقع AS.com (الإسبانية)